# 歌垣村
歌垣村（うたがきむら）は、大阪府豊能郡にあった村。現在の能勢町の北東端、国道477号の沿線にあたる。

## 地理
- 山岳：歌垣山、釈迦ヶ嶽、小和田山
- 河川：田尻川

## 歴史
- 1889年（明治22年）4月1日 - 町村制の施行により、能勢郡倉垣村・杉原村・吉野村・山内村の区域をもって発足。
- 1896年（明治29年）4月1日 - 所属郡が豊能郡に変更。
- 1956年（昭和31年）9月30日 - 田尻村・西能勢村と合併して能勢町が発足。同日歌垣村廃止。